# 1248
Portal Geschichte | Portal Biografien | Aktuelle Ereignisse | Jahreskalender | Tagesartikel

◄ |
12. Jahrhundert |
13. Jahrhundert
| 14. Jahrhundert | ►

◄ |
1210er |
1220er |
1230er |
1240er
| 1250er | 1260er | 1270er | ►

◄◄ |
◄ |
1244 |
1245 |
1246 |
1247 |
1248
| 1249 | 1250 | 1251 | 1252 | ► | ►►
Staatsoberhäupter  · Nekrolog
| Januar | Januar | Januar | Januar | Januar | Januar | Januar | Januar |
| Kw     | Mo     | Di     | Mi     | Do     | Fr     | Sa     | So     |
| ------ | ------ | ------ | ------ | ------ | ------ | ------ | ------ |
| 1      |        |        | 1      | 2      | 3      | 4      | 5      |
| 2      | 6      | 7      | 8      | 9      | 10     | 11     | 12     |
| 3      | 13     | 14     | 15     | 16     | 17     | 18     | 19     |
| 4      | 20     | 21     | 22     | 23     | 24     | 25     | 26     |
| 5      | 27     | 28     | 29     | 30     | 31     |        |        |

| Februar | Februar | Februar | Februar | Februar | Februar | Februar | Februar |
| Kw      | Mo      | Di      | Mi      | Do      | Fr      | Sa      | So      |
| ------- | ------- | ------- | ------- | ------- | ------- | ------- | ------- |
| 5       |         |         |         |         |         | 1       | 2       |
| 6       | 3       | 4       | 5       | 6       | 7       | 8       | 9       |
| 7       | 10      | 11      | 12      | 13      | 14      | 15      | 16      |
| 8       | 17      | 18      | 19      | 20      | 21      | 22      | 23      |
| 9       | 24      | 25      | 26      | 27      | 28      | 29      |         |

| März | März | März | März | März | März | März | März |
| Kw   | Mo   | Di   | Mi   | Do   | Fr   | Sa   | So   |
| ---- | ---- | ---- | ---- | ---- | ---- | ---- | ---- |
| 9    |      |      |      |      |      |      | 1    |
| 10   | 2    | 3    | 4    | 5    | 6    | 7    | 8    |
| 11   | 9    | 10   | 11   | 12   | 13   | 14   | 15   |
| 12   | 16   | 17   | 18   | 19   | 20   | 21   | 22   |
| 13   | 23   | 24   | 25   | 26   | 27   | 28   | 29   |
| 14   | 30   | 31   |      |      |      |      |      |

| April | April | April | April | April | April | April | April |
| Kw    | Mo    | Di    | Mi    | Do    | Fr    | Sa    | So    |
| ----- | ----- | ----- | ----- | ----- | ----- | ----- | ----- |
| 14    |       |       | 1     | 2     | 3     | 4     | 5     |
| 15    | 6     | 7     | 8     | 9     | 10    | 11    | 12    |
| 16    | 13    | 14    | 15    | 16    | 17    | 18    | 19    |
| 17    | 20    | 21    | 22    | 23    | 24    | 25    | 26    |
| 18    | 27    | 28    | 29    | 30    |       |       |       |

| Mai | Mai | Mai | Mai | Mai | Mai | Mai | Mai |
| Kw  | Mo  | Di  | Mi  | Do  | Fr  | Sa  | So  |
| --- | --- | --- | --- | --- | --- | --- | --- |
| 18  |     |     |     |     | 1   | 2   | 3   |
| 19  | 4   | 5   | 6   | 7   | 8   | 9   | 10  |
| 20  | 11  | 12  | 13  | 14  | 15  | 16  | 17  |
| 21  | 18  | 19  | 20  | 21  | 22  | 23  | 24  |
| 22  | 25  | 26  | 27  | 28  | 29  | 30  | 31  |

| Juni | Juni | Juni | Juni | Juni | Juni | Juni | Juni |
| Kw   | Mo   | Di   | Mi   | Do   | Fr   | Sa   | So   |
| ---- | ---- | ---- | ---- | ---- | ---- | ---- | ---- |
| 23   | 1    | 2    | 3    | 4    | 5    | 6    | 7    |
| 24   | 8    | 9    | 10   | 11   | 12   | 13   | 14   |
| 25   | 15   | 16   | 17   | 18   | 19   | 20   | 21   |
| 26   | 22   | 23   | 24   | 25   | 26   | 27   | 28   |
| 27   | 29   | 30   |      |      |      |      |      |

| Juli | Juli | Juli | Juli | Juli | Juli | Juli | Juli |
| Kw   | Mo   | Di   | Mi   | Do   | Fr   | Sa   | So   |
| ---- | ---- | ---- | ---- | ---- | ---- | ---- | ---- |
| 27   |      |      | 1    | 2    | 3    | 4    | 5    |
| 28   | 6    | 7    | 8    | 9    | 10   | 11   | 12   |
| 29   | 13   | 14   | 15   | 16   | 17   | 18   | 19   |
| 30   | 20   | 21   | 22   | 23   | 24   | 25   | 26   |
| 31   | 27   | 28   | 29   | 30   | 31   |      |      |

| August | August | August | August | August | August | August | August |
| Kw     | Mo     | Di     | Mi     | Do     | Fr     | Sa     | So     |
| ------ | ------ | ------ | ------ | ------ | ------ | ------ | ------ |
| 31     |        |        |        |        |        | 1      | 2      |
| 32     | 3      | 4      | 5      | 6      | 7      | 8      | 9      |
| 33     | 10     | 11     | 12     | 13     | 14     | 15     | 16     |
| 34     | 17     | 18     | 19     | 20     | 21     | 22     | 23     |
| 35     | 24     | 25     | 26     | 27     | 28     | 29     | 30     |
| 36     | 31     |        |        |        |        |        |        |

| September | September | September | September | September | September | September | September |
| Kw        | Mo        | Di        | Mi        | Do        | Fr        | Sa        | So        |
| --------- | --------- | --------- | --------- | --------- | --------- | --------- | --------- |
| 36        |           | 1         | 2         | 3         | 4         | 5         | 6         |
| 37        | 7         | 8         | 9         | 10        | 11        | 12        | 13        |
| 38        | 14        | 15        | 16        | 17        | 18        | 19        | 20        |
| 39        | 21        | 22        | 23        | 24        | 25        | 26        | 27        |
| 40        | 28        | 29        | 30        |           |           |           |           |

| Oktober | Oktober | Oktober | Oktober | Oktober | Oktober | Oktober | Oktober |
| Kw      | Mo      | Di      | Mi      | Do      | Fr      | Sa      | So      |
| ------- | ------- | ------- | ------- | ------- | ------- | ------- | ------- |
| 40      |         |         |         | 1       | 2       | 3       | 4       |
| 41      | 5       | 6       | 7       | 8       | 9       | 10      | 11      |
| 42      | 12      | 13      | 14      | 15      | 16      | 17      | 18      |
| 43      | 19      | 20      | 21      | 22      | 23      | 24      | 25      |
| 44      | 26      | 27      | 28      | 29      | 30      | 31      |         |

| November | November | November | November | November | November | November | November |
| Kw       | Mo       | Di       | Mi       | Do       | Fr       | Sa       | So       |
| -------- | -------- | -------- | -------- | -------- | -------- | -------- | -------- |
| 44       |          |          |          |          |          |          | 1        |
| 45       | 2        | 3        | 4        | 5        | 6        | 7        | 8        |
| 46       | 9        | 10       | 11       | 12       | 13       | 14       | 15       |
| 47       | 16       | 17       | 18       | 19       | 20       | 21       | 22       |
| 48       | 23       | 24       | 25       | 26       | 27       | 28       | 29       |
| 49       | 30       |          |          |          |          |          |          |

| Dezember | Dezember | Dezember | Dezember | Dezember | Dezember | Dezember | Dezember |
| Kw       | Mo       | Di       | Mi       | Do       | Fr       | Sa       | So       |
| -------- | -------- | -------- | -------- | -------- | -------- | -------- | -------- |
| 49       |          | 1        | 2        | 3        | 4        | 5        | 6        |
| 50       | 7        | 8        | 9        | 10       | 11       | 12       | 13       |
| 51       | 14       | 15       | 16       | 17       | 18       | 19       | 20       |
| 52       | 21       | 22       | 23       | 24       | 25       | 26       | 27       |
| 53       | 28       | 29       | 30       | 31       |          |          |          |

| Januar | Januar | Januar | Januar | Januar | Januar | Januar | Januar |
| Kw     | Mo     | Di     | Mi     | Do     | Fr     | Sa     | So     |
| ------ | ------ | ------ | ------ | ------ | ------ | ------ | ------ |
| 1      |        |        | 1      | 2      | 3      | 4      | 5      |
| 2      | 6      | 7      | 8      | 9      | 10     | 11     | 12     |
| 3      | 13     | 14     | 15     | 16     | 17     | 18     | 19     |
| 4      | 20     | 21     | 22     | 23     | 24     | 25     | 26     |
| 5      | 27     | 28     | 29     | 30     | 31     |        |        |

| Februar | Februar | Februar | Februar | Februar | Februar | Februar | Februar |
| Kw      | Mo      | Di      | Mi      | Do      | Fr      | Sa      | So      |
| ------- | ------- | ------- | ------- | ------- | ------- | ------- | ------- |
| 5       |         |         |         |         |         | 1       | 2       |
| 6       | 3       | 4       | 5       | 6       | 7       | 8       | 9       |
| 7       | 10      | 11      | 12      | 13      | 14      | 15      | 16      |
| 8       | 17      | 18      | 19      | 20      | 21      | 22      | 23      |
| 9       | 24      | 25      | 26      | 27      | 28      | 29      |         |

| März | März | März | März | März | März | März | März |
| Kw   | Mo   | Di   | Mi   | Do   | Fr   | Sa   | So   |
| ---- | ---- | ---- | ---- | ---- | ---- | ---- | ---- |
| 9    |      |      |      |      |      |      | 1    |
| 10   | 2    | 3    | 4    | 5    | 6    | 7    | 8    |
| 11   | 9    | 10   | 11   | 12   | 13   | 14   | 15   |
| 12   | 16   | 17   | 18   | 19   | 20   | 21   | 22   |
| 13   | 23   | 24   | 25   | 26   | 27   | 28   | 29   |
| 14   | 30   | 31   |      |      |      |      |      |

| April | April | April | April | April | April | April | April |
| Kw    | Mo    | Di    | Mi    | Do    | Fr    | Sa    | So    |
| ----- | ----- | ----- | ----- | ----- | ----- | ----- | ----- |
| 14    |       |       | 1     | 2     | 3     | 4     | 5     |
| 15    | 6     | 7     | 8     | 9     | 10    | 11    | 12    |
| 16    | 13    | 14    | 15    | 16    | 17    | 18    | 19    |
| 17    | 20    | 21    | 22    | 23    | 24    | 25    | 26    |
| 18    | 27    | 28    | 29    | 30    |       |       |       |

| Mai | Mai | Mai | Mai | Mai | Mai | Mai | Mai |
| Kw  | Mo  | Di  | Mi  | Do  | Fr  | Sa  | So  |
| --- | --- | --- | --- | --- | --- | --- | --- |
| 18  |     |     |     |     | 1   | 2   | 3   |
| 19  | 4   | 5   | 6   | 7   | 8   | 9   | 10  |
| 20  | 11  | 12  | 13  | 14  | 15  | 16  | 17  |
| 21  | 18  | 19  | 20  | 21  | 22  | 23  | 24  |
| 22  | 25  | 26  | 27  | 28  | 29  | 30  | 31  |

| Juni | Juni | Juni | Juni | Juni | Juni | Juni | Juni |
| Kw   | Mo   | Di   | Mi   | Do   | Fr   | Sa   | So   |
| ---- | ---- | ---- | ---- | ---- | ---- | ---- | ---- |
| 23   | 1    | 2    | 3    | 4    | 5    | 6    | 7    |
| 24   | 8    | 9    | 10   | 11   | 12   | 13   | 14   |
| 25   | 15   | 16   | 17   | 18   | 19   | 20   | 21   |
| 26   | 22   | 23   | 24   | 25   | 26   | 27   | 28   |
| 27   | 29   | 30   |      |      |      |      |      |

| Juli | Juli | Juli | Juli | Juli | Juli | Juli | Juli |
| Kw   | Mo   | Di   | Mi   | Do   | Fr   | Sa   | So   |
| ---- | ---- | ---- | ---- | ---- | ---- | ---- | ---- |
| 27   |      |      | 1    | 2    | 3    | 4    | 5    |
| 28   | 6    | 7    | 8    | 9    | 10   | 11   | 12   |
| 29   | 13   | 14   | 15   | 16   | 17   | 18   | 19   |
| 30   | 20   | 21   | 22   | 23   | 24   | 25   | 26   |
| 31   | 27   | 28   | 29   | 30   | 31   |      |      |

| August | August | August | August | August | August | August | August |
| Kw     | Mo     | Di     | Mi     | Do     | Fr     | Sa     | So     |
| ------ | ------ | ------ | ------ | ------ | ------ | ------ | ------ |
| 31     |        |        |        |        |        | 1      | 2      |
| 32     | 3      | 4      | 5      | 6      | 7      | 8      | 9      |
| 33     | 10     | 11     | 12     | 13     | 14     | 15     | 16     |
| 34     | 17     | 18     | 19     | 20     | 21     | 22     | 23     |
| 35     | 24     | 25     | 26     | 27     | 28     | 29     | 30     |
| 36     | 31     |        |        |        |        |        |        |

| September | September | September | September | September | September | September | September |
| Kw        | Mo        | Di        | Mi        | Do        | Fr        | Sa        | So        |
| --------- | --------- | --------- | --------- | --------- | --------- | --------- | --------- |
| 36        |           | 1         | 2         | 3         | 4         | 5         | 6         |
| 37        | 7         | 8         | 9         | 10        | 11        | 12        | 13        |
| 38        | 14        | 15        | 16        | 17        | 18        | 19        | 20        |
| 39        | 21        | 22        | 23        | 24        | 25        | 26        | 27        |
| 40        | 28        | 29        | 30        |           |           |           |           |

| Oktober | Oktober | Oktober | Oktober | Oktober | Oktober | Oktober | Oktober |
| Kw      | Mo      | Di      | Mi      | Do      | Fr      | Sa      | So      |
| ------- | ------- | ------- | ------- | ------- | ------- | ------- | ------- |
| 40      |         |         |         | 1       | 2       | 3       | 4       |
| 41      | 5       | 6       | 7       | 8       | 9       | 10      | 11      |
| 42      | 12      | 13      | 14      | 15      | 16      | 17      | 18      |
| 43      | 19      | 20      | 21      | 22      | 23      | 24      | 25      |
| 44      | 26      | 27      | 28      | 29      | 30      | 31      |         |

| November | November | November | November | November | November | November | November |
| Kw       | Mo       | Di       | Mi       | Do       | Fr       | Sa       | So       |
| -------- | -------- | -------- | -------- | -------- | -------- | -------- | -------- |
| 44       |          |          |          |          |          |          | 1        |
| 45       | 2        | 3        | 4        | 5        | 6        | 7        | 8        |
| 46       | 9        | 10       | 11       | 12       | 13       | 14       | 15       |
| 47       | 16       | 17       | 18       | 19       | 20       | 21       | 22       |
| 48       | 23       | 24       | 25       | 26       | 27       | 28       | 29       |
| 49       | 30       |          |          |          |          |          |          |

| Dezember | Dezember | Dezember | Dezember | Dezember | Dezember | Dezember | Dezember |
| Kw       | Mo       | Di       | Mi       | Do       | Fr       | Sa       | So       |
| -------- | -------- | -------- | -------- | -------- | -------- | -------- | -------- |
| 49       |          | 1        | 2        | 3        | 4        | 5        | 6        |
| 50       | 7        | 8        | 9        | 10       | 11       | 12       | 13       |
| 51       | 14       | 15       | 16       | 17       | 18       | 19       | 20       |
| 52       | 21       | 22       | 23       | 24       | 25       | 26       | 27       |
| 53       | 28       | 29       | 30       | 31       |          |          |          |

## Ereignisse

### Politik und Weltgeschehen

#### Heiliges Römisches Reich
- Februar: Bei der Belagerung der abtrünnigen Stadt Parma erleidet Kaiser Friedrich II. auf seinem Italienzug eine schwere Niederlage.
- 19. Juni: Herzog Otto VIII. von Meranien aus dem Hause Andechs stirbt kinderlos. Seine Tiroler Besitzungen gehen damit an seinen Schwiegervater Albert III. von Tirol.
- Lübecker Kaufleute liefern Getreide in die norwegische Hafenstadt Bergen. König Haakon IV hat sie während einer Hungersnot darum gebeten, da England, sein wichtigster Handelspartner, die benötigte Menge nicht liefern kann. Bis dahin haben die Deutschen in Bergen nur geringe Mengen Bier verkauft.
- 1. November: Gegenkönig Wilhelm von Holland aus der Familie der Gerulfinger wird in Aachen, das er nach langer Belagerung erobert hat, durch den Kölner Erzbischof Konrad von Hochstaden gekrönt. Da sich die meisten weltlichen Reichsfürsten für den Staufer Friedrich II. aussprechen, zieht sich Wilhelm noch im gleichen Jahr wieder in sein Stammland Holland zurück.

#### Iberische Halbinsel

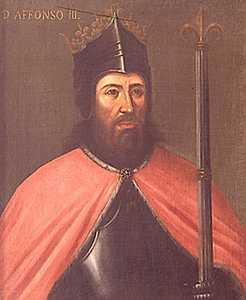
König Alfons III. von Portugal

- 4. Januar: Portugal unter den Burgunderherrschern: Nach dem Tode seines Bruders Sancho II. besteigt Alfons III., der vorher bereits als Regent fungiert hat, den portugiesischen Thron.
- 23. November: Die Stadt Sevilla wird nach mehrmonatiger Belagerung im Rahmen der Reconquista durch Ferdinand III. für das Königreich Kastilien zurückerobert. Damit endet das Taifa-Königreich Sevilla in al-Andalus. Muhammad I. ibn Nasr, Emir von Granada, leistet Kastilien Heerfolge. Dafür kann er für die Nasriden als einziger muslimischer Herrscher auf der iberischen Halbinsel seine Herrschaft behaupten.
- 4. Dezember: Die über Alicante gelegene Festung, das heutige Castillo de Santa Bárbara, wird von kastilischen Truppen aus maurischem Besitz erobert.

#### Nordafrika
- Die Meriniden unter Abu Yahya Abu Bakr erobern Fès von Ali Abu l-Hasan as-Said, dem zehnten Kalifen der Almohaden, und machen es zu ihrer Hauptstadt.

#### Sechster Kreuzzug

Der Weg des Sechsten Kreuzzugs

- 16. Juni: König Ludwig IX. nimmt in Saint-Denis die Oriflamme aus den Händen des Legaten Odo von Châteauroux entgegen und bricht darauf mit seinem Gefolge nach Süden auf. In Lyon unternimmt er einen vergeblichen Vermittlungsversuch bei Papst Innozenz IV. für den gebannten Kaiser Friedrich II. Kurz nach Lyon erstürmt er die Burg auf dem Felsen von Glun, deren Herr es gewagt hat, Wegzoll von durchziehenden Pilgern und Kreuzfahrern zu erpressen.

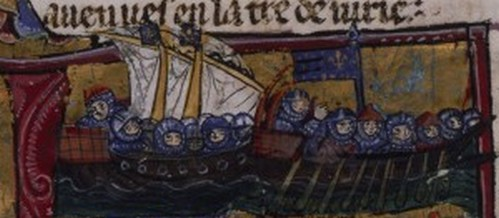
Die Abreise des Kreuzzuges aus Aigues-Mortes

- 25. August: Ludwig IX. schifft sich mit dem Großteil seines Kreuzzugsheeres im Hafen von Aigues-Mortes nach Zypern ein. Zu seinem engsten Gefolge gehören seine Ehefrau Margarete von der Provence, seine Brüder Robert von Artois und Karl von Anjou sowie zahlreiche Bischöfe und Hochadlige seines Landes. Der vierte Bruder, Alfons von Poitiers, bleibt zunächst zurück und soll erst später mit nachziehenden Kontingenten aufbrechen. Die Schiffe samt ihren Mannschaften werden hauptsächlich von Genua gestellt. Ludwigs Mutter Blanka von Kastilien übernimmt neuerlich die Regentschaft in Frankreich. In anderen Ländern hat der Sechste Kreuzzug geringe Begeisterung hervorgerufen. Der ungarische König Béla IV. protestiert beim Papst über die Kreuzzugspredigten in seinem Land, das nur wenige Jahre zuvor von dem Mongolensturm entvölkert worden und nun verteidigungsunfähig ist, worauf der Papst dem Kampf gegen die Mongolen sowohl in Ungarn als auch in Polen einen eigenen Kreuzzugscharakter zuerkennt. Sogar Papst Innozenz gibt seinem Konflikt mit den Staufern den Vorzug vor der Eroberung des Heiligen Landes.
- 17. September: Die Kreuzzugsflotte landet in Limassol im Königreich Zypern, wo in den kommenden Wochen weitere Kontingente und Nachzügler zum Heer dazustoßen. Auf Zypern schließen sich außerdem die Ritter der Kreuzfahrerstaaten der Levante und Griechenlands, sowie Truppen der Ritterorden der Templer, der Hospitaliter, des Deutschen Ordens und der Lazarener dem Heer an. Auch der zyprische König Heinrich I. schließt sich dem Kreuzzug an.
- Dezember: André de Longjumeau und Wilhelm von Rubruk befinden sich bei Ludwig IX. auf Zypern, als dieser eine Abordnung der Mongolen empfängt, deren Großkhan Güyük Khan eine Zusammenarbeit und Wohlwollen gegenüber dem Christentum anbietet.

#### Mongolenreich/Osteuropa
- Der mongolische Großkhan Güyük Khan führt einen Feldzug gegen seinen Cousin Batu Khan, aber bevor es zu einer militärischen Auseinandersetzung kommen kann, stirbt er im März oder April. Daraufhin kommt es zum Machtkampf zwischen Batu, der von seiner Schwägerin Sorkhatani Beki unterstützt wird und Güyüks Ehefrau Ogul Qaimish, die die Regentschaft im Mongolenreich übernimmt.
- Andrei II. Jaroslawitsch und Alexander Jaroslawitsch Newski gelingt es nach zwei Jahren, ihren Onkel Swjatoslaw III. vom Thron zu vertreiben. Batu Khan, der mit der Goldenen Horde die Oberhoheit über das Fürstentum Wladimir hat, setzt Swjatoslaw ab und beauftragt die Brüder mit der gemeinsamen Regierung. Alexander erhält das Gebiet um Kiew, Andrei die Stadt Wladimir und ihr Umland. Andrei II. versucht, eine Allianz gegen die zerstrittenen mongolischen Herrscher zu schmieden. Dazu nimmt er über seinen Schwiegervater Daniel Romanowitsch von Galizien Kontakt zur römischen Kirche auf und sammelt unter den russischen Fürsten Verbündete.

#### Stadtrechte und urkundliche Ersterwähnungen
- 4. Januar: Markgraf Johann I. von Brandenburg gründet mit Stiftungsbrief die Stadt Neubrandenburg. Als Lokator und erster Schultheiß wird Herbord von Raven genannt.
- Bergstedt, Buchsdorf, Flensburg, Grönwohld, Großensee, Kirchleerau, Lauffen ob Rottweil, Neustadt-Glewe, Peterswaldau, Rahlstedt, Schattdorf und Werbach werden erstmals urkundlich erwähnt.

### Wirtschaft

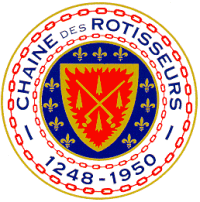
Logo der Confrérie de la Chaîne des Rôtisseurs

- Der französische König Ludwig IX. beauftragt Étienne Boileau, den Vogt von Paris, Ordnung in die Organisation von Gewerbe und Innungen zu bringen, junge Lehrlinge auszubilden und die technischen Kenntnisse der Innungsmitglieder zu verbessern. Er versammelt die Vertreter von über 100 Gewerben, unter ihnen die „Gänseröster“.
- Die Zunft zu Spinnwettern, die Zunft der Bauleute in Basel, wird gegründet.
- Die Stadt Zwickau verbietet den Schmieden das Kohlefeuer wegen der Luftverschmutzung.

### Wissenschaft und Technik
- Als erster Orden richten die Dominikaner ein Studium generale in Deutschland im Kölner Konvent ein. Zum ersten Leiter wird Albertus Magnus gewählt. Zusammen mit ihm kommen Thomas von Aquin als Schüler und Ambrosius Sansedonia von Siena als Lektor nach Köln.

### Religion
- 17. März: Wilhelm wird zum Bischof von Schwerin gewählt. Er folgt dem Ende des Vorjahres verstorbenen Dietrich nach. Am 16. Mai wird er geweiht. Am 15. Juni weiht er den nach 76 Jahren fertiggestellten Schweriner Dom.

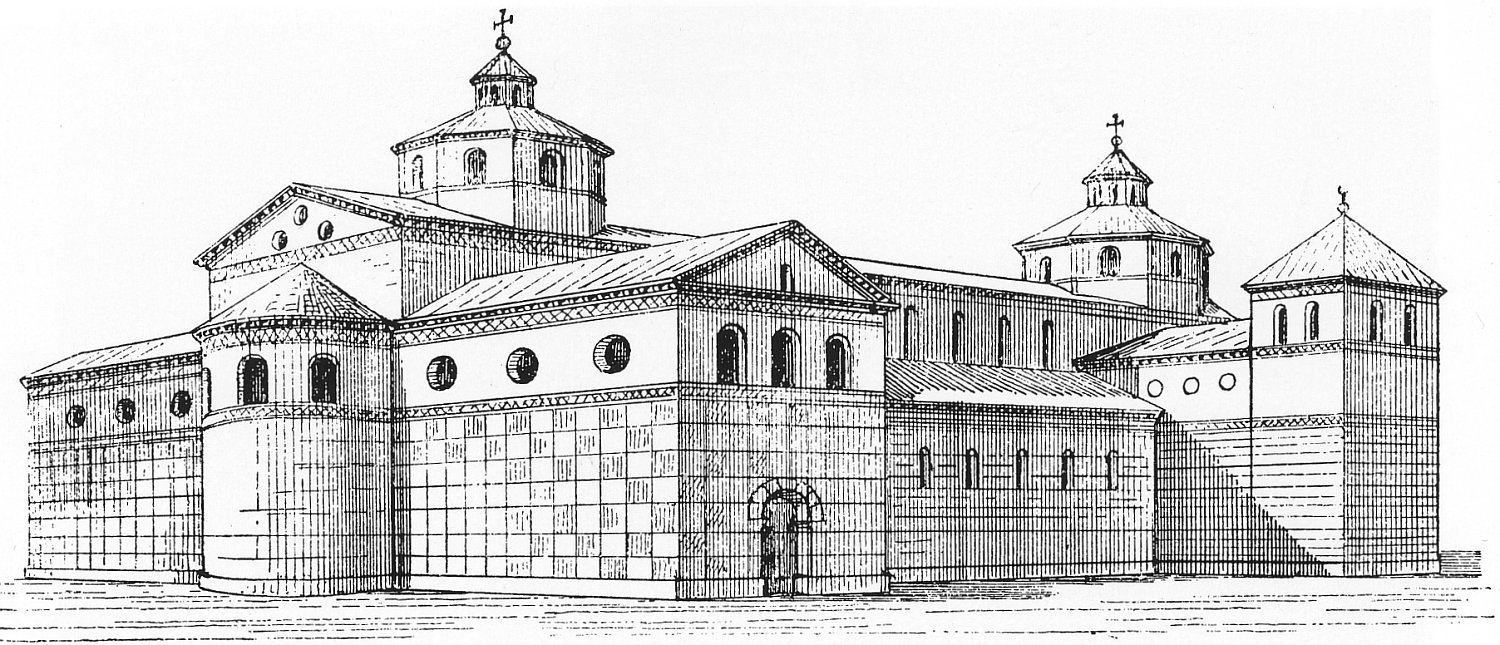
Alter Dom Köln – Rekonstruktion nach August Essenwein

- 13. April: In Köln wird, gebilligt vom Erzbischof Konrad von Hochstaden, der Abbruch des romanischen Hildebold-Doms beschlossen. Der Vertrag zur Finanzierung des Unternehmens Kölner Dom kommt zustande.
- 26. April: In Paris erfolgt die Weihe der zweistöckigen Palastkapelle Sainte-Chapelle. Die Kapelle wurde im Auftrag König Ludwigs IX. des Heiligen erbaut, um die kostbaren Passionsreliquien („Christi Dornenkrone“ und Teile des „Wahren Kreuzes“) sowie die Spitze einer Lanze, die dem römischen Hauptmann Longinus gehört haben soll, aufzubewahren.
- 15. August: Die feierliche Grundsteinlegung zum Neubau des Kölner Doms durch Erzbischof Konrad von Hochstaden, dem bedeutendsten gotischen Bau in Deutschland nach französischem Vorbild, findet statt.
- Der Franziskaner Bonaventura beginnt sein Hauptwerk, den ‚Sentenzenkommentar‘.
- Das Kloster St. Marienstern der Zisterzienserinnen wird in der Lausitz gegründet.

### Katastrophen
- 24. November: Im Chartreuse-Massiv in Savoyen ereignet sich am Mont Granier in der Nacht zum 25. November ein Bergsturz, der mehrere Orte unter 150 Millionen m³ Geröll verschüttet und den Tod von geschätzt bis zu 5.000 Menschen verursacht.
- 28. Dezember: Die Allerkindleinsflut fordert viele Opfer und richtet schwere Schäden vor allem an der niederländischen und niedersächsischen Nordseeküste an.

## Geboren

### Geburtsdatum gesichert
- 21. Juli: Bogo de Clare, englischer Geistlicher († 1294)

### Genaues Geburtsdatum unbekannt
- Angela von Foligno, italienische Franziskanerin und Mystikerin, Heilige der römisch-katholischen Kirche († 1309)
- Blanche d’Artois, Regentin von Navarra und Champagne-Brie († 1302)
- Josef Gikatilla, kastilischer Kabbalist, Philosoph und Mystiker († um 1325)
- Johann II., Graf von Holland und Hennegau († 1304)

### Geboren um 1248
- 1245/1248: Siemomysław, Herzog von Kujawien in Inowrocław († 1287)
- 1247/1248: Petrus Johannis Olivi, französischer Theologe († 1296/1298)
- Giovanni Pisano, pisanischer Goldschmied, Erzgießer, Architekt und Bildhauer († nach 1314)
- Verde di Salizzole, Herr von Verona († 1305)

## Gestorben

### Erstes Halbjahr
- nach dem 3. Januar: Sancho II., König von Portugal (* 1207)
- 1. Februar: Heinrich II., Herzog von Brabant und Niederlothringen (* 1207)
- Februar: Suleiman ibn Daoud, letzter Imam der Hafizi-Ismailiten
- vor dem 15. März: Morgan ap Hywel, walisischer Lord von Gwynllŵg und von Caerleon in Gwent
- März/April: Güyük Khan, Großkhan der Mongolen (* 1206)
- 3. April: Simon, Abt in Münsterschwarzach
- 9. April: Hugo I. von Châtillon, Graf von Blois und Dunois sowie Herr von Guise (* nach 1197)
- zwischen 23. April und 9. Mai: Balduin I., Graf von Bentheim und Burggraf von Utrecht (* vor 1190)
- 4. Juni: Rapoto III., Graf von Kraiburg-Marquartstein und Pfalzgraf von Bayern
- 19. Juni: Otto VIII., Herzog von Meranien und Pfalzgraf von Burgund

### Zweites Halbjahr
- 7. August: Takeda Nobumitsu, japanischer Adliger, Beamter und General (* 1162)
- 25. August: Heinrich von Tanne, Fürstbischof von Konstanz (* um 1190)

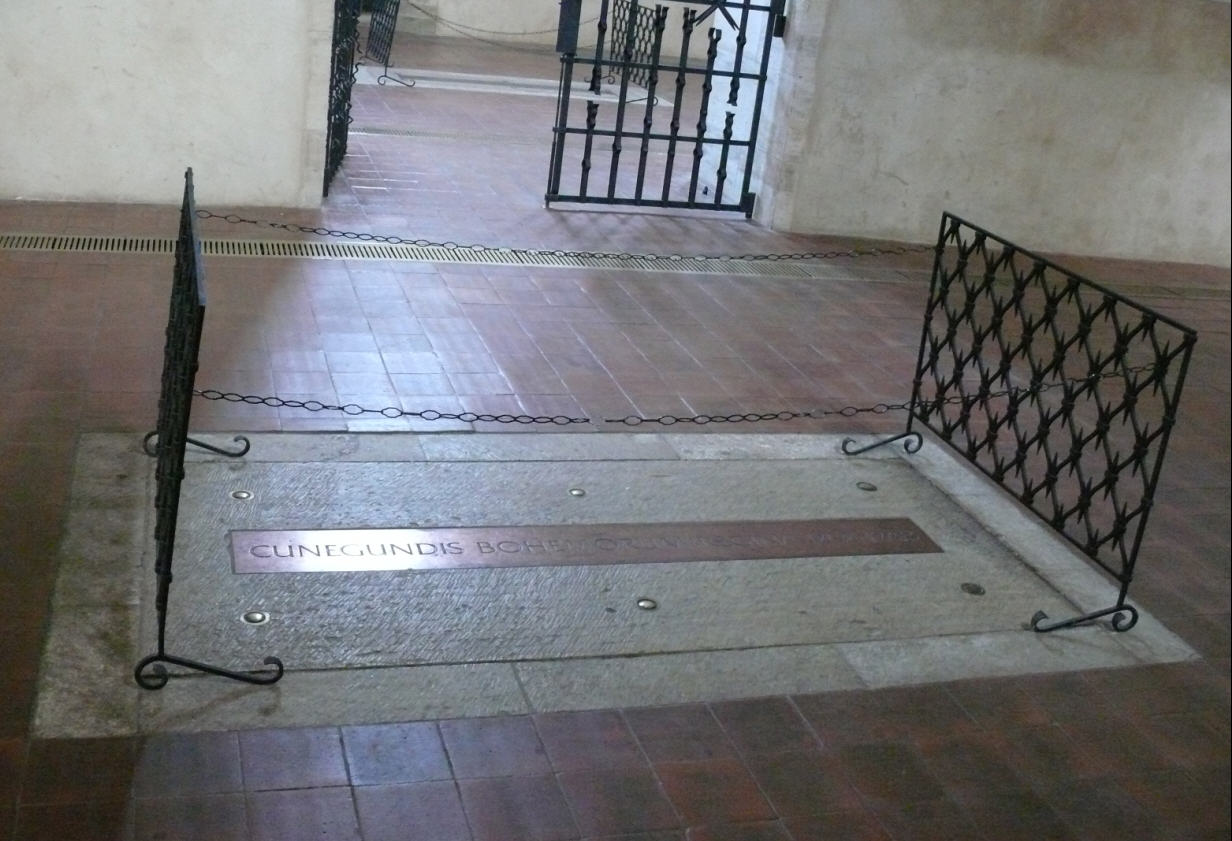
Grabstein von Kunigunde im Prager Agneskloster

- 13. September: Kunigunde von Staufen, Königin von Böhmen (* 1200)
- September: Robert de Cressonsacq, Bischof von Beauvais und Kreuzfahrer
- um den 28. Oktober: Walter Mauclerk, englischer Diplomat und Treasurer, Bischof von Carlisle
- Herbst: Patrick II., Earl of Dunbar, schottischer Adeliger und Kreuzritter
- November: Robert VII., französischer Adliger
- 14. Dezember: Walter de Chouson, Walliser Domherr und Grosskantor (* um 1185)
- 15. Dezember: Laurentius Hispanus, Kanonist und Bischof von Orense (* um 1180)

### Genaues Todesdatum unbekannt
- Al-Adil II., Sultan der Ayyubiden in Ägypten (* 1222)
- Hermann I. von Buxthoeven, Bischof von Dorpat (* 1163)
- Abu Muhammad ibn al-Baitar, spanisch-arabischer Arzt, Botaniker und Pharmakologe (* um 1190)
- Ibn al-Qiftī, arabischer Historiker (* 1172)
- Simon Langton, englischer Geistlicher und Diplomat
- Subutai, mongolischer General (* 1176)
- Thomas, Bischof von Turku
- Clarin, Bischof von Carcassonne

### Gestorben um 1248
- Richard Siward, englischer Ritter, Söldner und Höfling